# 1945年サンマリノ総選挙
1945年サンマリノ総選挙（1945ねんサンマリノそうせんきょ、イタリア語: Elezioni politiche a San Marino del 1945）は、1945年3月11日にサンマリノで行われた大評議会議員の総選挙である。

## 概要
イギリス陸軍は、ファシストに友好的な政治家を最終的に排除するために、新たな選挙を要求していた。その結果、自由委員会CdLは大評議会と一般評議会の60議席のうち40議席を獲得した。

## 選挙制度

### 有権者
満24歳以上のサンマリノ男子

## 選挙結果
| 政党連合              | 政党連合           | 政党連合           | 獲得 議席          | 増減               | 得票数             | 得票率 | 改選前  |
| --------------------- | ------------------ | ------------------ | ------------------ | ------------------ | ------------------ | ------ | ------- |
|                       | 自由委員会         | PdA                | 40                 | 020                | 2,214              | 65.97% | 60      |
|                       | 人民同盟           | AD                 | 20                 | 020                | 1,142              | 34.03% | 新党    |
| 総計                  | 総計               | 総計               | 60                 | 増減なし           | 3,326              | 100.0% | 60      |
| 有効票数（有効率）    | 有効票数（有効率） | 有効票数（有効率） | 有効票数（有効率） | 有効票数（有効率） | 有効票数（有効率） | 3,326  | 99.114% |
| 無効票数（無効率）    | 無効票数（無効率） | 無効票数（無効率） | 無効票数（無効率） | 無効票数（無効率） | 無効票数（無効率） | 30     | 0.89%   |
| 投票総数（投票率）    | 投票総数（投票率） | 投票総数（投票率） | 投票総数（投票率） | 投票総数（投票率） | 投票総数（投票率） | 3,356  | 57.41%  |
| 棄権者数（棄権率）    | 棄権者数（棄権率） | 棄権者数（棄権率） | 棄権者数（棄権率） | 棄権者数（棄権率） | 棄権者数（棄権率） |        | 42.59%  |
| 有権者数              | 有権者数           | 有権者数           | 有権者数           | 有権者数           | 有権者数           | 5,846  | 100.0%  |
| 出典：Nohlen & Stöver |                    |                    |                    |                    |                    |        |         |